# Mapa de Dura Europos

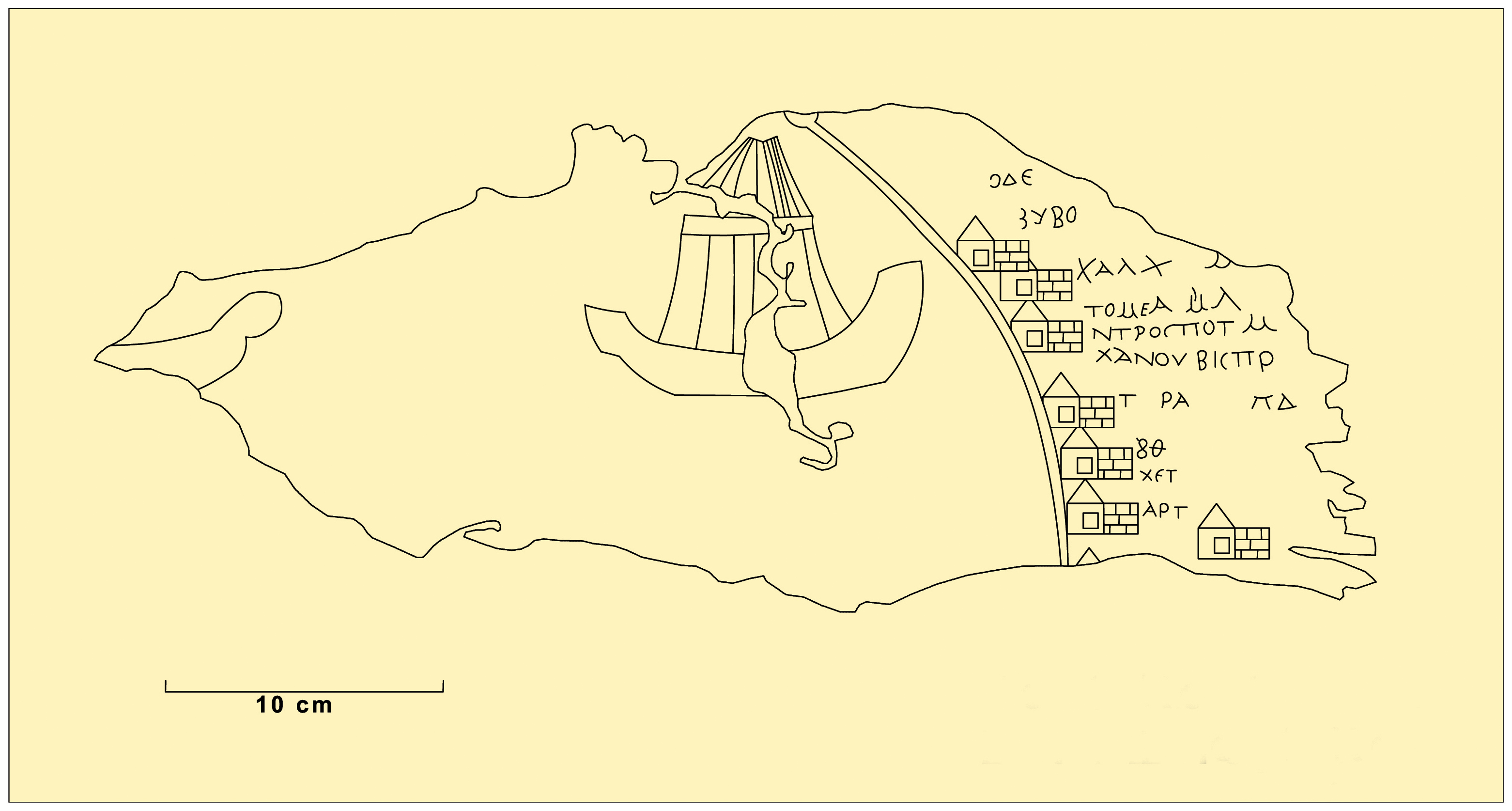
El mapa de Dura Europos

El Mapa de Dura Europos —també anomenat Mapa d'etapes— és el fragment d'un mapa d'especialitat de l'Antiguitat tardana descobert el 1923 a Dura Europos. El mapa fou dibuixat sobre la coberta de cuir d'un escut per un soldat romà de la Cohors XX Palmyrenorum entre els anys 230 i 235. El fragment es considera el mapa més antic d'una part d'Europa conservat en l'original.
El mapa és l'únic de camins de l'antiguitat conservat en l'original; es troba ara en la col·lecció de manuscrits de la Biblioteca Nacional de França a París.

## Descobriment
L'arqueòleg Franz Cumont trobà el mapa fragmentari en unes excavacions d'estudi a Dura Europos el 1923, a la «Torre dels Arquers» submergida. El mapa és un bocí de cuir o pergamí, pintat en color, que aparegué entre restes d'escuts ovals de fusta. Cumont l'identificà com a restes de la coberta d'un escut laminat amb parts de fusta de l'escut encara adherides al seu revers. El mapa, el va fer un soldat romà, segurament d'infanteria o un arquer de la Cohors XX Palmyrenorum, una cohort auxiliar detinguda a Dura. Aquest soldat dibuixà les etapes del viatge de la seua unitat en la marxa per Crimea a la funda de cuir del seu escut entre els anys 230 i 235 de la nostra era. Les incoherències geogràfiques podrien suggerir que el propietari de l'escut encarregàs el dibuix a una altra persona.

## Descripció
El fragment que ens ha arribat del mapa fa 0,45 m × 0,18 m. Cumont suposa que el mapa tenia en origen una amplada de 0,65 m. La representació es divideix en dues parts per una línia blanca semicircular. Aquesta línia feta a grans trets representa el litoral de la costa occidental i septentrional de la mar Negra. A l'esquerra de la costa, hi ha la mar oberta en color blau, amb tres vaixells en el fragment conservat. A la dreta de la costa, la terra té color roig. Al mapa s'anomenen dotze indrets de l'àrea de la mar Negra, amb els noms en llatí, transcrits al grec. A la dreta de cada topònim, s'anoten les distàncies en milles romanes, comparables a les de l'Itinerari d'Antoní. Els llocs s'hi han representat amb el mateix símbol: un edifici amb teulada de dues aigües.
Els llocs esmentats deuen ser etapes d'una marxa de la Cohors XX Palmyrenorum. Dues línies blaves sota els noms Ἰστρος, ποτ(αμός) i Δάνουβις ποτ(αμός) suggereixen rius que creuarien durant la marxa.

## Reconstrucció de les etapes
La llista de les etapes de la part conservada del mapa després de Cumont, és aquesta:Παν[υσος ποτ(αμός)? μί(λια) 
Varna (Bulgària)|Οδεσσός μί(λια) 
Kavarna|Βυβόνα μί(λια) 
Mangàlia|Καλ[λ]ατις μί(λια) 
Constanța|Τομέα μί(λια) λγ´
Istros|Ἰστρος ποτ(αμός) μί(λια) μ´
Danubi|Δάνουβις ποτ(αμός) μί(λια) 
Bilhorod-Dnistrovskyi|Τύρα μί(λια) πδ´
Borysthenes|Βορ[υ]σ[θέν]ης] μί(λια) 
Quersonés (ciutat)|Χερ[σ]όν[ησος]
Chatyr-Dag|Τραπ[εζοῦς]
Feodòsia|Aρτα[ξάτα] μί(λια)
La primera part de l'itinerari correspon a la ruta entre Bizanci i la desembocadura del Danubi, coneguda per l'Itinerari d'Antoní i la Tabula Peutingeriana (Taula de Peuntiger). Algunes de les ciutats s'esmenten també en la Cosmografia de Ravenna. Seguint el mapa de Dura Europos, el Danubi es creua després de la moderna Ístria i després avança cap a zones en què l'Itinerari d'Antoní i la Tabula Peutingeriana no registren pas cap via romana.

## Característiques cartogràfiques
El fragment mostra que el full de ruta s'orientava cap a l'oest. Així ho indiquen la direcció de l'escriptura i la decoració. A més a més, el punt més occidental del mapa, el riu Panysus, és a la vora superior del mapa, mentre que el punt més oriental, Ardabda (Feodòssia), n'és a la vora inferior. Aquesta orientació cap a l'oest és única en la cartografia romana, perquè la resta de mapes coneguts s'orienten cap a l'est, cap a l'eixida del sol.

## Datació
La datació del fragment de mapa pot reduir-se a la primera meitat del segle iii. La Cohors XX Palmyrenorum està confirmada a Dura Europos l'any 230 per una dedicatòria a l'emperador romà Alexandre Sever, i això ens en dona una data de partida. Després de la derrota romana en la batalla d'Edessa l'any 260, els romans pràcticament hagueren d'abandonar la mar Negra. Una de les ciutats anomenades en el mapa, Ístria, ja havia caigut en mans dels gots l'any 238, després dels greus aldarulls que es van produir a l'àrea després de la mort d'Alexandre Sever al març del 235. Sembla poc probable una marxa militar per aquesta zona després del 235 o 238, a tot tardar. Aquests fets ens donen un marc temporal per a la creació del full de ruta de cinc anys, entre el 230 i el 235.

## Percepció, importància i parador
Després del seu descobriment per part de Cumont, el full de ruta tornà a caure aviat en oblit. En la seua publicació del 2004 sobre les armes i l'equip militar de Dura Europos, James esmenta el mapa, però dubta que el fragment formàs part d'un escut romà. Només Nabbefeld s'interessa pel mapa el 2008. A més a més de la seua importància per a la història de la cartografia, el mapa és important per a la història, perquè demostra que les unitats militars romanes van estar presents al sud de Rússia fins a la invasió del poble got després de l'any 260, i que la ciutat d'Ardabda (hui Feodòssia) devia estar encara sota control romà en aqueixa època.